# Unió Electoral
La Unió Electoral (portuguès: União Eleitoral, UE) va ser una aliança política de Guinea Bissau.

## Història
La UE es va crear el 2002 com una aliança de la Lliga de Guinea per la Protecció Ecològica (LIPE), el Partit de la Renovació i el Progrés (PRP), el Partit Social Democràtic (PSD) i el Partit Socialista de Guinea Bissau (PSGB), així com una facció dissident del Resistència de Guinea Bissau-Moviment Bafatá. Va ser encapçalada inicialment per Joaquim Baldé del PSD, però va ser dissenyada per tenir una presidència rotatòria.
La Unió va rebre el 4% dels vots a les eleccions parlamentàries de 2004, obtenint dos escons. Va donar suport al candidat del PAIGC Malam Bacai Sanhá a les eleccions presidencials de 2005, que van ser guanyades per João Bernardo Vieira.
Una crisi de lideratge van impedir que el partit es presentés a les eleccions legislatives de Guinea Bissau de 2008 i a les eleccions presidencials de Guinea Bissau de 2009, després de les quals es va dissoldre.